# Schulenburg (adelsslægt)
Slægten von der Schulenburg er en tysk adelsslægt fra Brandenburg, senere Preussen. Medlemmer af familien har spillet en rolle i dansk historie. Slægten kendes fra 1237, hvor ridderen Wernerus de Sculenburch nævnes.
Stamsædet for den senere vidt forgrenede familie var i det 13. århundrede det lille borganlæg Schulenburg ved Jeetze, Salzwedel i Altmark. Familiens medlemmer har særligt virket inden for soldaterstanden som officerer. Fritz-Dietlof og Friedrich Werner von der Schulenburg var implicerede i attentatet på Adolf Hitler den 20. juli 1944 og blev henrettet.

## Medlemmer af slægten i Danmark
- Hans Georg von der Schulenburg (1645-1715), baron, officer
- Werner von der Schulenburg (1679-1755), greve, overkrigskommisær og feltmarskal
  - Wolf Diderik von der Schulenburg (1731-1803), greve, officer
  - Werner von der Schulenburg (1736-1810), greve, diplomat
- Johann Heinrich von der Schulenburg (1711-1791), greve, officer
- Georg Ludvig von der Schulenburg (1755-1828), greve, officer

| Historie | Spire Denne historieartikel er en spire som bør udbygges. Du er velkommen til at hjælpe Wikipedia ved at udvide den. |